# De Grote Woudpolder
De particuliere polder De Grote Woudpolder was een polder nabij Oudega, die een door de ingelanden opgericht bestuursorgaan was van 1815 tot 1835. 
De ingelanden besloten tot reglementeren van een polderbestuur. Iedere ingeland had een aandeel in de molen en de kas en moest een deel van de dijken beheren. Ook wie de "associatie" verliet was gehouden aan die laatste opdracht. In 1835 ging de polder met de Particuliere polder De Zomerpolder van Kolderwolde op in de Veenpolder De Grote Noordwolderveenpolder, die nog weer later een volwaardig waterschap zou worden.